# Gabriel Chevallier
Gabriel Chevallier (Lyon V. kerülete, 1895. május 3. – Cannes, 1969. április 5.) francia regényíró, aki a Clochemerle című szatíra szerzőjeként vált széles körben ismertté. Ismert még a La Peur (Félelem) című regénye, amely az első világháborúról szól.

## Élete
Gabriel Chevallier 1895-ben született Lyonban, különböző iskolákban tanult, majd 1911-ben belépett a lyoni École des Beaux-Arts képzőművészeti iskolába. Az első világháború kezdetén behívták katonának, 1915-ben megsebesült, de visszatért a frontra, ahol gyalogosként szolgált a háború végéig. Megkapta a Croix de guerre és a Chevalier de la Légion d'honneur kitüntetést. A háború után többféle munkát vállalt, többek között művészeti tanárként, újságíróként és kereskedelmi utazóként, majd 1925-ben írni kezdett. Nős volt, egy fia született, 1969-ben halt meg Cannes-ban.

## Öröksége

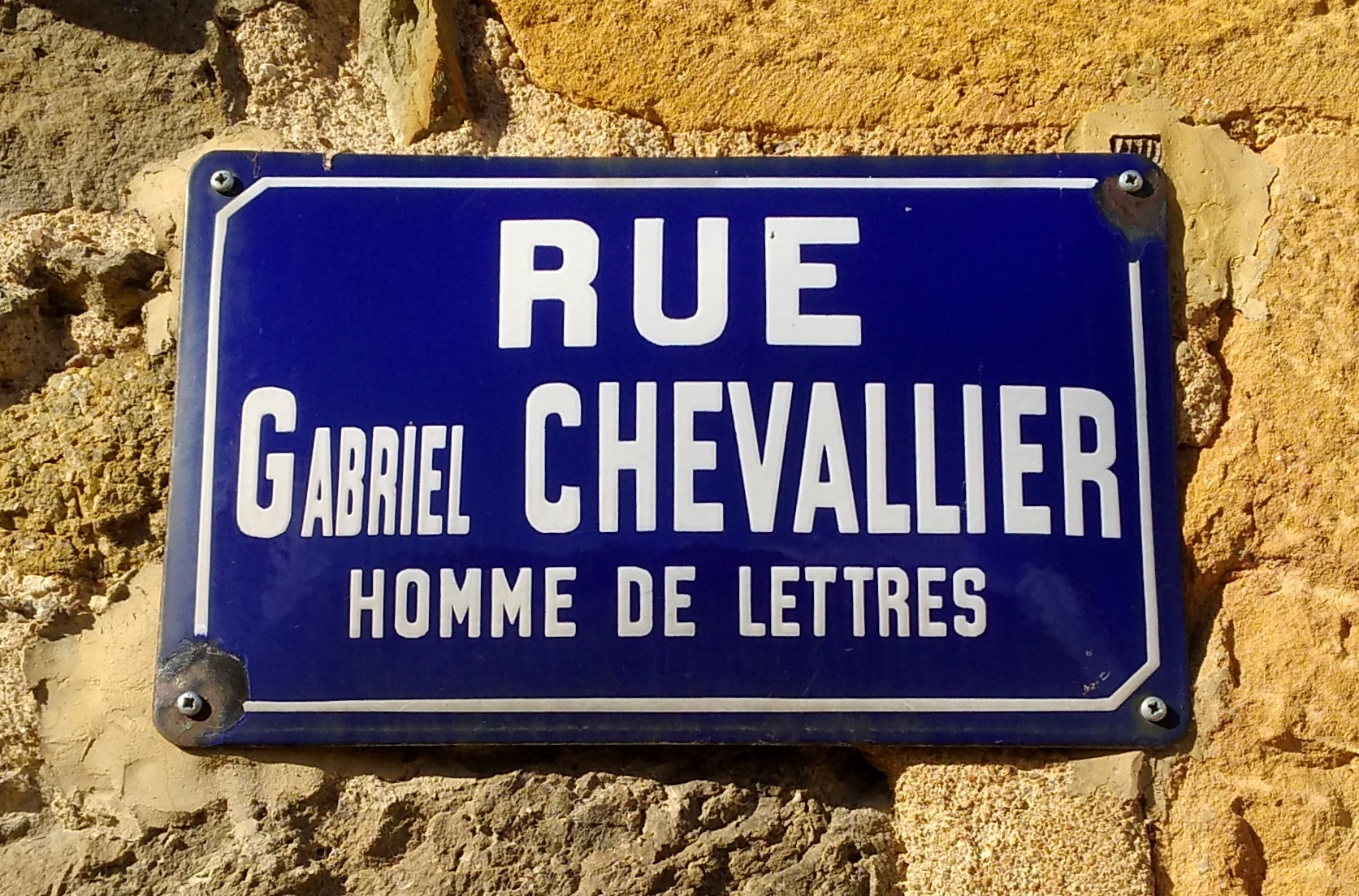
Utcatábla Vaux-en-Beaujolais-ban, 'mely település a Clochemerle ihletője volt.

A Clochemerle 1934-ben íródott, huszonhat nyelvre fordították le, és több millió példányban kelt el. Először 1947-ben Pierre Chenal filmje, majd 1972-ben a BBC dramatizálta. Két folytatást is írt: Clochemerle Babylon (1951) és Clochemerle-les-Bains (1963). Az Egyesült Államokban a Clochemerle-könyvek angolul The Scandals of Clochemerle, The Wicked Village és Clochemerle-les-Bains címen jelentek meg.
Az 1930-ban megjelent La Peur (Félelem) című regénye saját élményeiből merített, és a háborút elítélő vádját fogalmazta meg; bár a szerző hozzáállása az "első világháború standard verziójának" példája lett, a háború utáni Franciaország társadalmát megdöbbentette. Angolul csak 2011-ben jelent meg. A New York Times 2014-ben úgy értékelte a regényt, hogy "dísztelen, mégis emlékezetes" és "kegyetlenül őszinte", "radioaktív tiszta terrorral".

## Művei
- 1929: Durand, voyageur de commerce
- 1930: La Peur
- 1933: Clarisse Vernon
- 1934: Clochemerle, Egy másik, Jean Dratz(wd)[5] által illusztrált belga kiadás.
- 1936: Clochemerle, illustrations de Lucien Boucher(wd)[6], Éditions Rieder, Paris
- 1936: Propre à rien
- 1936: Rire
- 1937: Sainte-Colline
- 1940: Ma petite amie
- 1945: Les Héritiers Euffe
- 1945: Le Guerrier désœuvré
- 1945: Chemins de solitude
- 1948: Mascarade
- 1951: Le Petit Général
- 1953: Le Ravageur
- 1954: Clochemerle-Babylone
- 1956: Carrefours des hasards
- 1958: Lyon 2000
- 1959: Olympe ou les Premières Amours
- 1960: Les filles sont libres
- 1961: Miss Taxi
- 1963: Clochemerle-les-Bains
- 1966: L'Envers de Clochemerle
- 1968: Brumerives

### Magyarul
- Botrány Clochemerle-ben. Regény (Clochemerle) –  Szépirodalmi, Budapest, 1952 ·  Fordította: Lányi Viktor · Illusztrálta: Réber László
- Clochemerle-fürdő (Clochemerle-les Bains) –  Európa, Budapest, 1966 · Fordította: Lontay László

## Fordítás
- Ez a szócikk részben vagy egészben  a   Gabriel Chevallier című angol Wikipédia-szócikk fordításán alapul.  Az eredeti cikk szerkesztőit annak laptörténete sorolja fel. Ez a jelzés csupán a megfogalmazás eredetét és a szerzői jogokat jelzi, nem szolgál a cikkben szereplő információk forrásmegjelöléseként.